# András Vetró
András Vetró (n. 14 octombrie 1948, Timișoara) este un sculptor român de etnie maghiară. Este fiul sculptorului Artúr Vetró.
În 1967 s-a înscris la Institutul de Arte Plastice „Ion Andreescu” din Cluj-Napoca, secția de sculptură, pe care l-a absolvit în 1973. Aici i-a avut ca profesori pe sculptorul Egon Löwith, filozoful György Bretter, estetul László Földes și pe tatăl său Artúr Vetró.
În 1973 a solicitat numirea ca profesor de desen și istoria artei la Liceul Nagy Mózes din Târgu Secuiesc, localitate în care s-a și stabilit.

## Sculpturi
- Bustul lui Mozes Turóczi, din Târgu Secuiesc, instalat în 1993 în piațeta din fața casei sale memoriale.
- Bustul din bronz al lui Janos Tuzson, instalat în 2010 în Târgu Secuiesc, la intersecția străzilor Kossuth Lajos și Petőfi Sándor.[4]
- Statuia episcopului romano-catolic Áron Márton, instalată în Târgu Secuiesc.[5]
- Placă comemorativă a pedagogului Benedek Ópra (1907-1978), anchetat pentru mișcarea din ’56, amplasată pe peretele școlii din Valea Seacă.[6]